# لوتسي (أوكلاهوما)
لوتسي (بالإنجليزية: Lotsee, Oklahoma)‏ هي معلم جغرافي تقع في الولايات المتحدة في مقاطعة تلسا، أوكلاهوما. يقدر عدد سكانها بـ 2 نسمة .